# André Lebon (homme d'affaires)
Pour les articles homonymes, voir André Lebon et Lebon.
André Lebon, né le 26 août 1859 à Dieppe et mort le 17 février 1938 à Paris 6e, est un professeur, ministre et homme d’affaires français.
Enseignant en histoire et sciences politiques renommé en son temps, il a fait de la politique, avant de faire carrière dans les affaires. Certaines de ses publications sont signées « André Daniel ».

## Biographie

### Jeunesse et études
Seul enfant du second mariage de Charles Lebon, fondateur de la Compagnie centrale d'éclairage par le gaz, franc-maçon et républicain, il doit se contenter d'un modeste héritage.
Il effectue ses études secondaires au lycée Louis-le-Grand. Il suit ses études à l'École libre des sciences politiques. Il suit le cours d'Albert Sorel en histoire diplomatique. Son parcours au sein de l'établissement, exceptionnel, oblige son directeur Émile Boutmy à faire créer une nouvelle mention (« Grande distinction »).

### Parcours professoral
André Lebon est d'abord professeur de droit constitutionnel à l’École libre des sciences politiques, en 1884. Il crée une conférence sur le fonctionnement du Parlement français au sein de l'école. Il enseigne notamment à Austen Chamberlain.
Impliqué dans la vie de l'établissement, il est membre du comité de rédaction des Annales de l'École libre des sciences politiques, aux côtés d'Émile Boutmy, Léon Say, René Stourm et Alexandre Ribot.

### Parcours politique

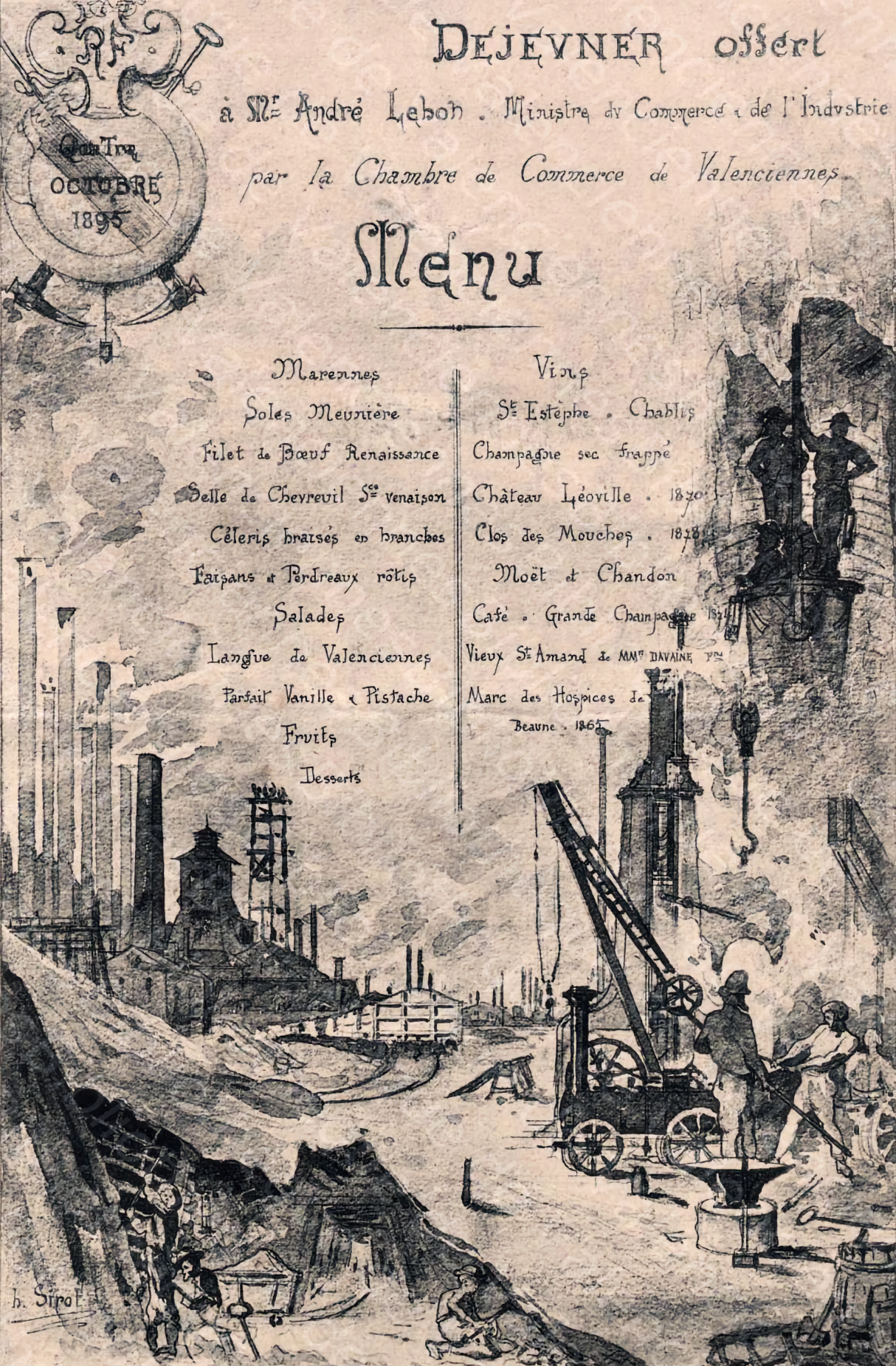
Déjeuner offert à Lebon par la Chambre de Commerce de Valenciennes en 1895.

En 1882, il est nommé chef de cabinet du président du Sénat. Il conserve ce poste jusqu'en 1893. Cette année-là, cet ardent partisan de la revanche, ce patriote républicain, devient député des Deux-Sèvres. Il conserve cette fonction jusqu'en 1898.
Durant cette période, il est nommé deux fois ministre. Il est d'abord ministre du Commerce, de l'Industrie, des Postes et Télégraphes du 26 janvier au 28 octobre 1895 dans le gouvernement Alexandre Ribot (3), puis ministre des Colonies du 26 avril 1896 au 26 juin 1898 dans le gouvernement Jules Méline.
Alors qu’il est ministre des Colonies, en 1896, il se retrouve sur le devant de la scène et devient la cible des dreyfusards qui lui reprochent d'être le « bourreau » du capitaine Dreyfus par les renforcements successifs du régime appliqué à son plus célèbre prisonnier (palissade, mise aux fers, correspondance arrêtée, etc.). La dureté de son attitude envers le capitaine Dreyfus lui vaut d’être traité de tortionnaire. De tous ceux qui l’avaient fait souffrir, Lebon était le seul auquel Dreyfus conservait tout son mépris. L’inhumanité du traitement infligé au capitaine sera la cause de ses défaites électorales en 1898 et 1902:411.
Franc-maçon, André Lebon appartenait à la Loge « Cosmos » de Paris.

### Dérive affairiste de la colonisation française
Ministre des Colonies entre 1896 et 1898 et premier à y avoir effectué une visite, ce républicain ardent instaure en Afrique équatoriale, contre l'avis de son découvreur Brazza, un régime de concession qui se révèle sévère, rompant avec la tradition française d'administration directe.

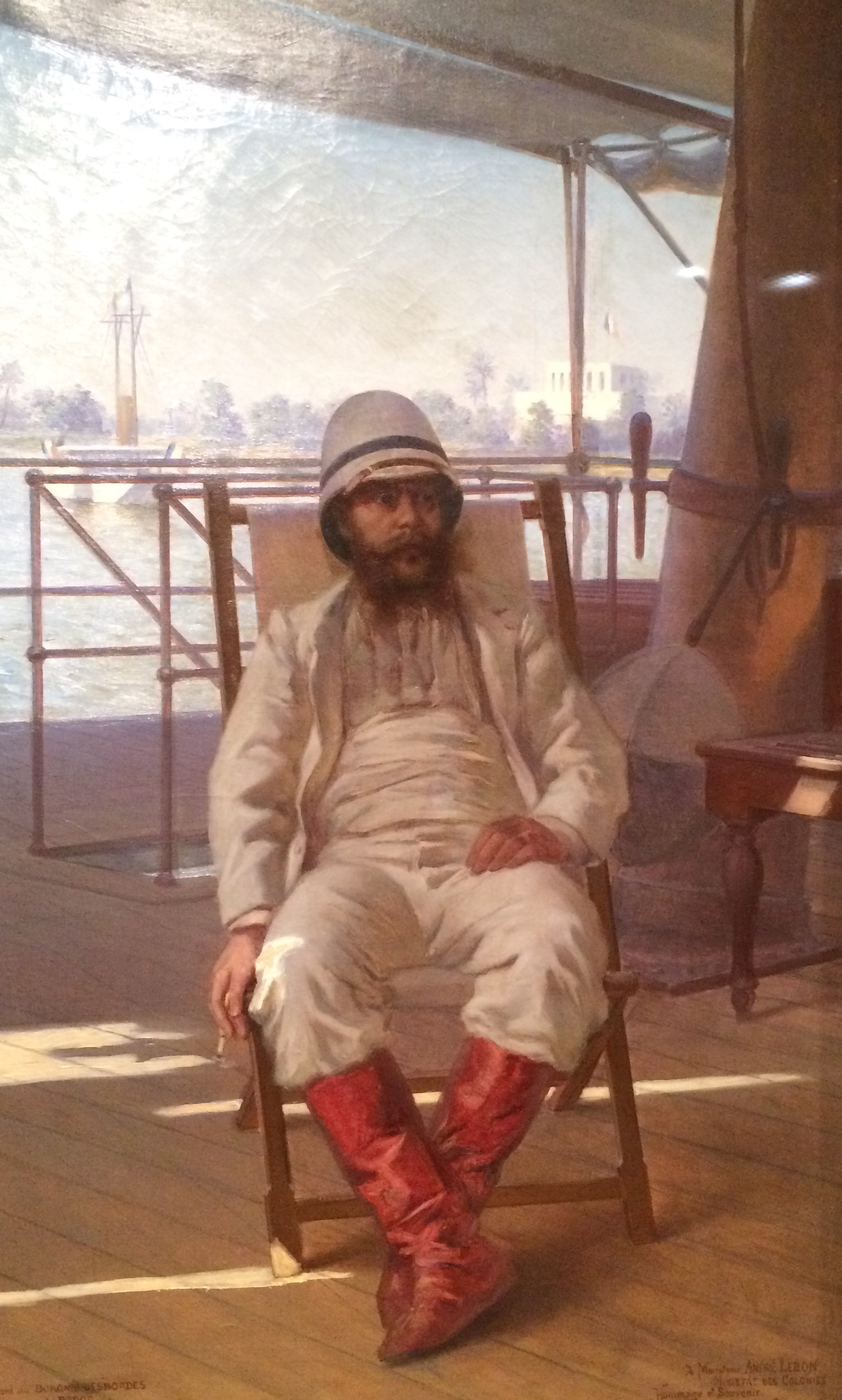
Détail du tableau Portrait d'André Lebon, ministre des colonies (1897) de Paul Merwart.

En poste du 29 avril 1896 au 28 juin 1898, juste avant l'affaire de Fachoda, ce ministre qui a été un des plus jeunes de la Troisième République confie en 1897 à une quarantaine de sociétés concessionnaires l'exploitation économique des 650 000 km2 du « Congo français », regroupant le Gabon, le Congo et l'Oubangui-Chari dont l'exploration et la conquête viennent d'être achevées.
Brazza s'oppose à sa décision, redoutant les conséquences pour les populations et, en janvier 1898, André Lebon l'écarte, le plaçant « dans la situation de mise en disponibilité », mais la suite va donner raison à l'explorateur : l'action des sociétés qui se partagent le territoire va décimer les populations, soumises au portage et aux travaux forcés, victimes de réquisitions violentes et de représailles à la moindre désobéissance.
Alors que l'Afrique-Occidentale française est soumise à l'administration directe des autorités officielles françaises, la décision d'André Lebon inaugure pour l'Afrique-Équatoriale française un régime de concession, proche de celui en vigueur au Congo belge voisin. Livrées aux appétits des sociétés capitalistes, véritables maîtresses de ces territoires, ces contrées et leurs populations connaîtront une exploitation féroce dont les premiers abus seront dénoncés peu de temps après son départ du ministère[réf. nécessaire].
En juillet 1898, il lance également la mission « Mission Afrique Centrale-Tchad », confiée aux capitaines Paul Voulet et Julien Chanoine (mission Voulet-Chanoine) dont la dérive tragique, jusqu'en 1899, au moment où la France multipliait les conquêtes coloniales, cause un des premiers scandales coloniaux.

### Administrateur de sociétés
Revenu en 1898 à la vie prive, Lebon entame une nouvelle carrière comme administrateur de diverses sociétés importantes, devenant un des premiers politiques à s'investir dans le monde de l'entreprise privée et un des dirigeants majeurs du capitalisme français. Il met son sens de l'organisation et des relations à étendre et développer l'influence des entreprises qu'il dirige.
Il est d'abord président du conseil d'administration du Crédit foncier d'Algérie et de Tunisie (qu'il préside pendant plus de trente ans) et des Messageries maritimes, de 1902 à 1914. Les Messageries Maritimes honoreront leur président en baptisant André Lebon un paquebot (lancé en 1913) qui aura une carrière aussi longue que mouvementée, (transport de troupe en 14-18, coulé puis renfloué à Singapour en 1919, réchappant au tremblement de terre de Yokohama en 1923, en sauvant 1500 réfugiés, réquisitionné par les Allemands en 39-45, coulé par l'aviation américaine puis renfloué en 1944, échoué en 1948 et remis à flot, et finalement démoli en 1952 
Il administre d'autres établissements bancaires : le Crédit foncier de France, le Crédit foncier d'Orient, le Crédit foncier de Syrie, la Banque française de Syrie (vice-président). Il siège aussi au conseil d'administration d'autres entreprises dans le domaine des transports : la prestigieuse Compagnie du canal de Suez à partir de 1906 (vice-président en 1928), la Compagnie du PLM, qu'il préside à partir de 1934, Air France, à partir de 1933. Il est également administrateur de la Compagnie générale des colonies et de L'Industrielle foncière. Soucieux des intérêts économiques de son pays, il s'emploie cette fois à en développer l'influence en particulier dans la zone méditerranéenne. Il démissionne de la plupart de ses mandats en 1937.
Parallèlement, il entreprend une œuvre d’écrivain abondante et solide, dans laquelle les problèmes de politique extérieure occupent un rôle de premier plan. De nombreuses collaborations à des revues ont été ainsi appuyées par des ouvrages très différents.
André Lebon est un précurseur du syndicalisme patronal : il fonde en 1902 le Comité central des armateurs de France et en 1903 la Fédération des industriels et des commerçants français (FICF), première organisation visant à regrouper l'ensemble du patronat français. Il préside la FICF jusqu'en 1932.
Membre éminent du parti colonial, il préside à partir de 1932 l'Union coloniale française.
Il possédait le domaine du prieuré du Bois-d'Allonne.

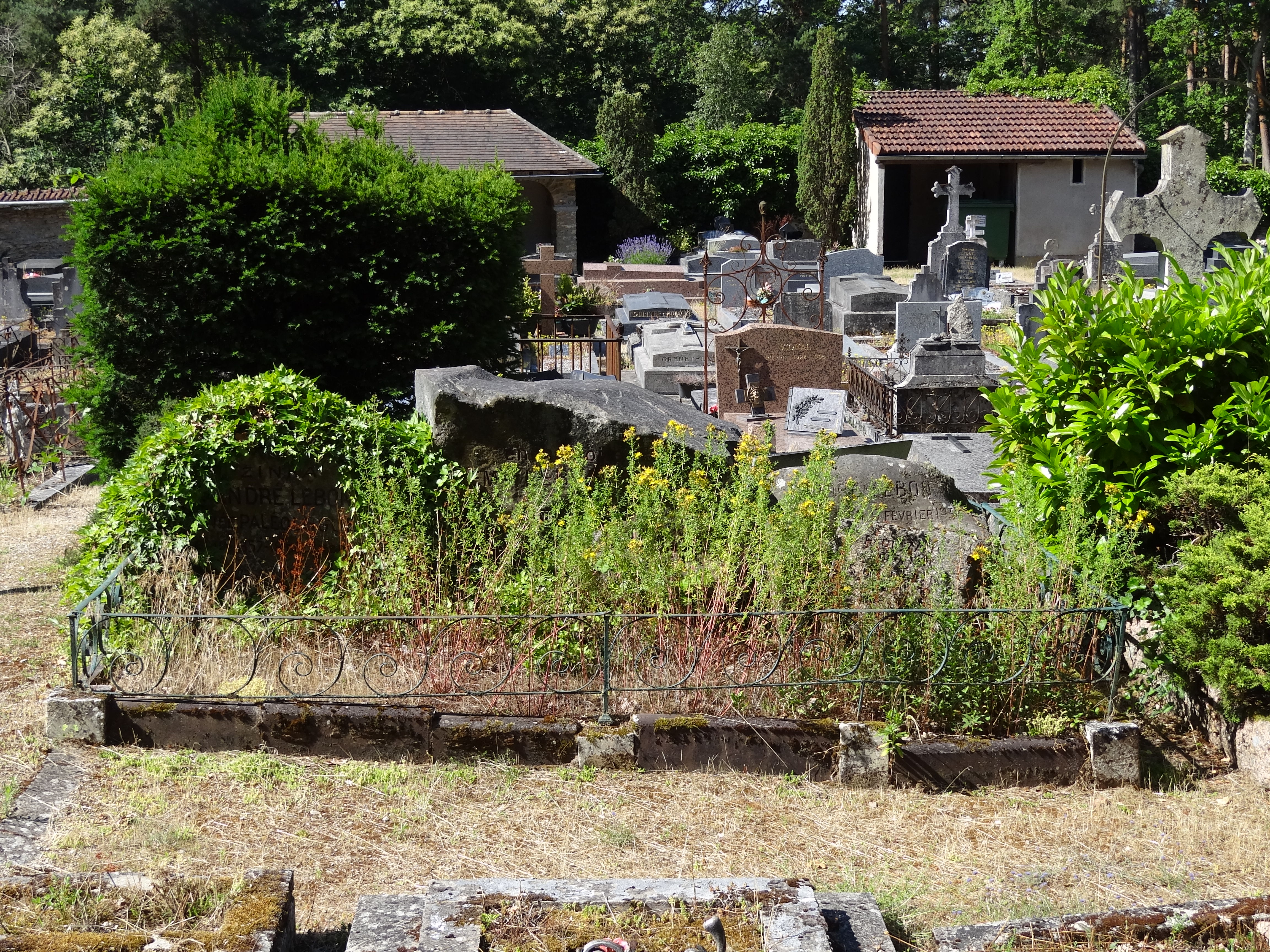
La tombe d'André Lebon au cimetière de Clairefontaine-en-Yvelines (Yvelines).

Mort d’une congestion cérébrale, il a laissé à ses cinq enfants un portefeuille mobilier d'une vingtaine de millions de francs. Il repose au cimetière de Clairefontaine-en-Yvelines, avec son épouse, née Zoe (« Zinka ») Paléologue (1857-1924), épousée en 1885, sœur de l'ambassadeur Maurice Paléologue, issue d'une famille fortunée de grands propriétaires roumains et d'industriels belges.
Le musée municipal Georges-Turpin de Parthenay conserve une reproduction en bronze du célèbre groupe sculpté Gloria Victis d'Antonin Mercié, offert à Lebon « par ses amis républicains ».

## Publications
- (Sous le pseudonyme d'André Daniel)[1] L'Année politique, 33 vol., Paris, Charpentier, 1875-1906.
- Recueil des instructions données aux ambassadeurs et ministres de France depuis les traités de Westphalie jusqu’à la Révolution (1648-1789), vol. VII  Bavière, Palatinat, Deux-Ponts, 1889.
- Voyage au Sénégal et au Soudan de M. André Lebon, Ministre des Colonies, Saint-Louis, Imp. Générale du gouvernement, octobre/novembre 1897, 219 p. (lire en ligne sur Gallica).
- Problèmes économiques nés de la guerre, Paris, Librairie Payot & Cie, 1918, 274 p.